# S4W-reaktor
S4W-reaktor är en amerikansk typ av tryckvattenreaktor för ubåtsbruk, utvecklad av företaget Westinghouse. 
Reaktorn är en modifierad S3W-reaktor design.
S4W betyder:
- S = Ubåts plattform
- 4 = Tillverkarens fjärde generation av reaktorhärd
- W = Westinghouse

Två av ubåtar i Skate-klassen, drivs av var sin S4W reaktor.